# Friedrich Hoffmann der Ältere

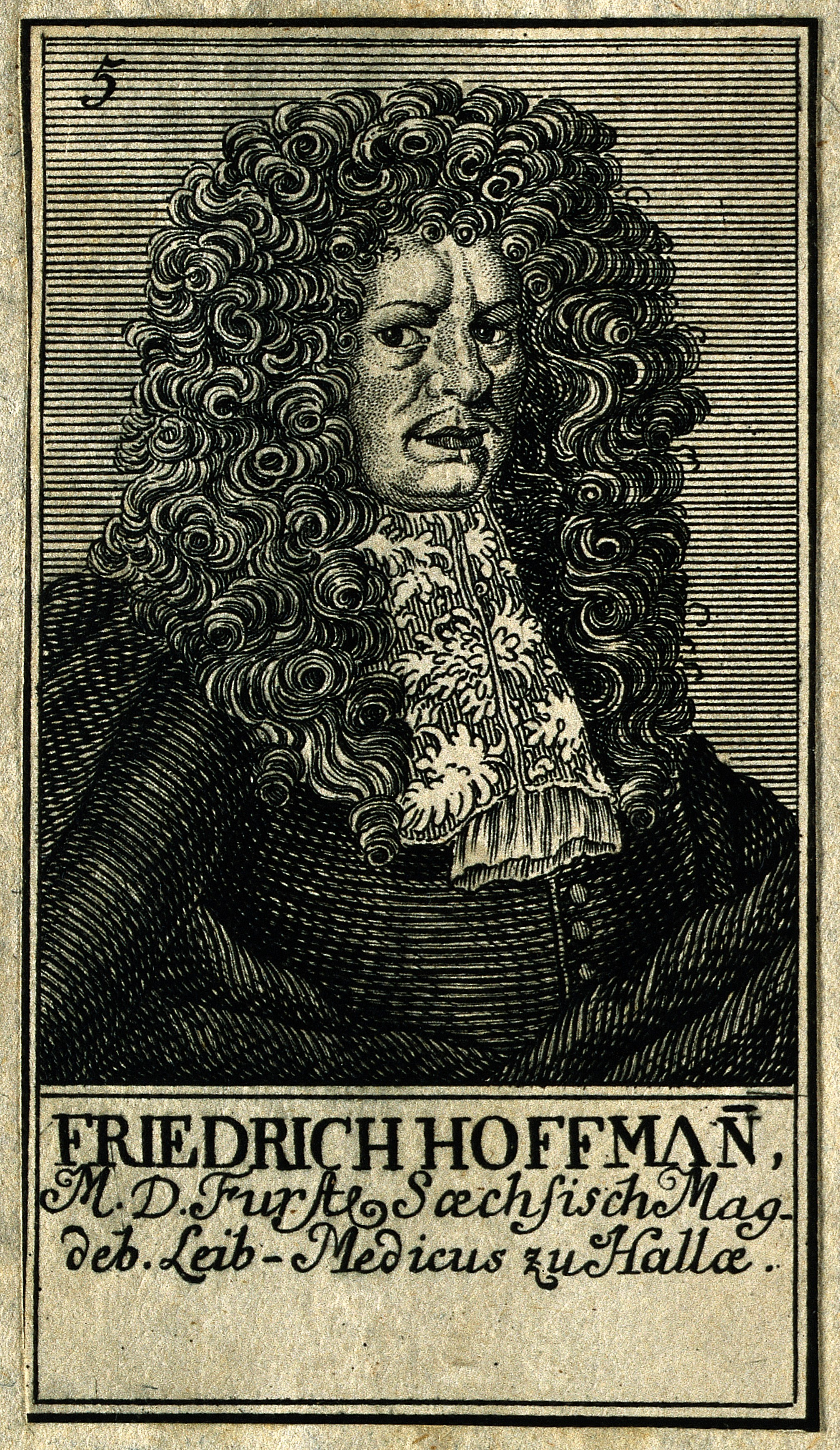
Der Arzt Friedrich Hoffmann der Ältere

Friedrich Hoffmann der Ältere (* 1626 in Halle an der Saale; † 21. März 1675 ebenda) war ein deutscher Arzt.

## Leben
Hoffmann wurde 1626 in Halle an der Saale als Sohn des Apothekers, Pfänners und Ratskämmerers von Halle, Andreas Hoffmann (1592–1665), und dessen Frau Gertrud Seyfart geboren. Er erhielt seine Schulbildung in Halle, studierte anschließend Medizin an den Universitäten Jena und Wittenberg und promovierte 1652 in Jena. Bei dem in Halle (Saale) lebenden Administrator von Magdeburg und Herzog von Sachsen-Weißenfels (1614–1680) war er als Leibarzt angestellt. Hoffmann war mit Anna Maria Knorre (1628–1675) verheiratet. Ihr gemeinsames Kind war der deutsche Arzt Friedrich Hoffmann (1660–1742).

## Schriften (Auswahl)
- Clavis pharmaceutica Schroederiana, Halle (Saale): Mylius 1681 (Digitalisat, Münchener Digitalisierungszentrum – Bayerische Staatsbibliothek).